# Kaukana
Kaukana (o Caucana) è una località marinara del comune di Santa Croce Camerina nel libero consorzio comunale di Ragusa, sulla costa meridionale della Sicilia, sorta nei pressi di Kaucana (Καυκάνα in greco antico), un'antica città portuale del periodo tardo antico e bizantino in Sicilia.

## Storia
La città antica, nota per i suoi scavi archeologici, si trova a poche centinaia di metri da Punta Secca, a pochi chilometri da Marina di Ragusa.
L'area archeologica di Kaukana comprende un insediamento di epoca tardo antica costituito da poco meno di trenta edifici. Essi sono dislocati lungo un basso crinale costiero che si estende per circa 700 m in senso est-ovest, separando la spiaggia dall'entroterra, nel tratto immediatamente a est dell'attuale Punta Secca. Il nucleo principale dell'area archeologica è incluso nel parco, mentre altri edifici si trovano isolati tra le abitazioni di villeggiatura o compresi tra il lungomare e la spiaggia. 
Il nome tradizionale della contrada è “Anticaglie”, significativo riferimento alla consapevolezza, sin dai tempi più remoti, della presenza di resti archeologici nell'area. Le prime notizie del sito risalgono alla metà del XVI secolo, quando il frate domenicano Tommaso Fazello, considerato il padre della storia e dell'archeologia siciliana, lo citò nella sua opera più importante, il De rebus siculis, pubblicato nel 1558. Già in questa prima citazione, il Fazello propose di identificare il sito con l'antico porto di Kaukana citato dalle fonti antiche. Tra gli illustri visitatori del sito, vi furono anche il principe Ignazio Paternò Castello nel Settecento e il famoso archeologo A. Evans alla fine dell'Ottocento. L'identificazione con Caucana fu successivamente accettata da altri illustri studiosi come Julius Schubring, nella seconda metà dell'Ottocento, e inoltre Paolo Orsi e Biagio Pace. Paolo Orsi, in particolare, da Soprintendente alle antichità di Siracusa, effettuò diversi sopralluoghi nell'area tra la fine dell'Ottocento e gli inizi del Novecento e la sottopose a vincolo di legge, senza tuttavia mai intraprendere scavi archeologici. 
Dopo Orsi sul sito di Kaukana calò un silenzio ininterrotto fino alla fine degli anni 1950. Agli inizi degli anni 1960, con l'inizio della lottizzazione per la realizzazione di case di villeggiatura, si pose il problema di salvare gli edifici antichi dall'attività edilizia circostante. Si effettuarono pertanto degli scavi per mettere alla luce i resti antichi ed evitare così che fossero coperti o distrutti dalle nuove costruzioni. Il primo a effettuare saggi di estensione limitata, tra il 1959 e il 1963, fu l'ingegnere Cesare Zipelli, ispettore onorario della soprintendenza e villeggiante nell'area. In seguito, tra il 1964 e il 1972 l'archeologa P. Pelagatti effettuò ulteriori scavi di estensione più ampia che hanno consentito di portare alla luce la gran parte degli altri edifici oggi noti. Le ricerche furono molto impegnative, perché condotte lentamente a causa della difficoltà di individuare i materiali minuti e di distinguere i livelli stratigrafici nel deposito sabbioso.
Ulteriori ricerche, in particolare nella chiesa, sono state effettuate in anni più recenti da Giovanni Di Stefano. A partire dagli inizi degli anni 1970, inoltre, si è proceduto alla progettazione e all'allestimento del parco, che oggi si estende per circa 3 ettari e comprende 11 edifici che costituiscono il nucleo più importante dell'insediamento. Del parco è al momento visitabile solo la parte orientale.

## Il contesto storico e geografico
Una delle ragioni di maggior interesse del sito di Kaukana è il fatto che esso costituisce uno degli esempi meglio conservati di insediamento tardo-antico della Sicilia. Lo stato di conservazione delle strutture di Anticaglie, che sono spesso conservate per oltre due metri di altezza e fino al livello del secondo piano si deve sia alle particolari condizioni ambientali, visto che le strutture sono rimaste per secoli coperte da dune sabbiose, che hanno preservato gli edifici, sia al fatto che l'area non è stata più occupata dall'uomo fino alla metà del XX secolo. 
Per periodo tardo-antico si intende l'ultima fase dell'antichità, ovvero i secoli IV e V d.C., in particolare l'arco di tempo compreso tra l'editto di Costantino (conversione dell'Impero romano al cristianesimo, 313 d.C.) e la caduta dell'Impero romano d'Occidente nel 476. Fu un periodo caratterizzato da un lato dalla diffusione del cristianesimo, con la fioritura dell'arte cosiddetta "paleocristiana", dall'altro dalla fine del mondo antico, con il dilagare delle invasioni germaniche che determinarono la scomparsa dell'Impero romano d'Occidente e il sopravvivere dell'Impero d'Oriente, d'ora innanzi chiamato “bizantino”. 
In particolare nel IV secolo, si osserva in Sicilia una grande fioritura di siti archeologici, sia nelle città sia nella campagna, in particolare sotto forma di grandi ville signorili (come quella di Piazza Armerina) e di ipogei sotterranei (le cosiddette catacombe, molto diffuse nell'area iblea). Questa fioritura demografica fu conseguenza della ricchezza economica derivante dai nuovi traffici commerciali che, passando per la Sicilia, collegavano l'Italia e Roma con il Nordafrica, dopo che gli alimenti prodotti in Egitto, in particolare il grano, erano stati dirottati da Costantino verso la nuova capitale Costantinopoli. 
Il V secolo fu probabilmente più movimentato. La Sicilia fu oggetto di conquista da parte dei Vandali, che nel 440 dopo essersi impadroniti del Nordafrica, conquistarono l'isola. Essa fu in parte poi venduta nel 476 a Odoacre re degli Eruli, lo stesso anno in cui il medesimo Odoacre depose l'ultimo imperatore d'Occidente, Romolo Augusto. Nel 493, infine, fu conquistata degli Ostrogoti di Teodorico e fu infine riconquistata dai Bizantini nel 535, per impulso dell'imperatore Giustiniano e sotto la guida del generale Belisario. 
La fioritura di insediamenti è molto evidente nell'area iblea. In particolare, la regione a sud di Santa Croce Camerina e a oriente del vallone Fontana (Paradiso) fino al mare, a ovest e a est di Punta secca, è particolarmente ricca di resti tardo antichi: 
- gli abitati più o meno conservati lungo la costa di Anticaglie, Torre di Pietro e S. Nicola;
- le numerose necropoli di Mirio vicino a S. Croce, Pirrera, Mulino Vecchio, Cannitello e la necropoli annessa alla chiesetta cimiteriale di contrada Anticaglia; 
- quattro edifici a carattere sacro: i due edifici stauromorfi dl Mezzagnone (o Bagno di Mare) e di Vigna a Mare e le due basiliche della Pirrera e dell'abitato di contrada Anticaglia. 
Questi ruderi dell'interno e gli altri lungo la costa di contrada Anticaglia e Torre di Pietro (S. Nicola) hanno fatto da sempre discutere sull'ubicazione in questa zona di una città antica. A partire dal Fazello, nel Cinquecento, essi furono identificati, come abbiamo già detto, con la Kaukana citata dalle fonti antiche. 
Probabilmente la notizia più antica riconducibile a un porto nella zona è data dal geografo Tolomeo, che nel II secolo d.C. la definì λιμήν limèn 'porto'. 
Poi la citano Procopio e gli autori che narrano la spedizione condotta dal generale Belisario nel 533 contro i Vandali che occupavano il Nordafrica, come ultimo scalo della flotta diretta a Malta. Procopio definisce il sito con il termine χωρίον chorìon 'villaggio'. Un'altra spedizione sempre per Malta, partì da Rosacambri (l'odierna Punta Scalambri, presso Punta Secca) guidata da Ruggero I nel 1091, a conclusione della conquista normanna della Sicilia. 
Questa specifica funzione portuale è stata uno degli argomenti principali, assieme all'indicazione di Tolomeo, per sostenere l'identificazione di Kaukana con il sito di Anticaglie. Di recente tale identificazione è stata messa in discussione da Wilson, soprattutto per la difficoltà di individuare un porto in prossimità dell'insediamento. In realtà bisogna ricordare che i porti antichi erano molto diversi da quelli moderni: il porto di Kaukana era probabilmente un approdo dai bassi fondali, non per questo inadatto all'arrivo di grandi imbarcazioni. Inoltre, è possibile che l'antico pantano di Cannitello, che si trovava proprio a ridosso di Punta Secca e che fu fatto prosciugare nell'Ottocento dal barone Guglielmo Vitale, fosse nell'antichità usato come riparo per le imbarcazioni. 
Nonostante la fonte più antica (Tolomeo) risalga al II secolo d.C., le più antiche testimonianze archeologiche nel sito non sono anteriori al IV secolo d.C. L'insediamento fiorì soprattutto per la posizione in relazione alle rotte marittime che collegavano questa parte della Sicilia a Malta e al Nordafrica nel periodo germanico. Nel corso della sua storia fu occupata da diverse popolazioni, come documentato prima di tutto da strati archeologici del V secolo d.C., probabilmente in connessione con i  Vandali, e inoltre da interventi architettonici con obliterazione di soglie, come visibile per esempio nell'edificio n. 19. L'insediamento, tuttavia, continuò a vivere fino al VI-VII secolo. I reperti rinvenuti durante gli scavi, tra cui in particolare lucerne di bronzo e terracotta, bicchieri in vetro, ceramiche da mensa e da cucina e anfore da trasporto, sono oggi esposti al Museo Archeologico di Ragusa.

## L'insediamento
Una delle caratteristiche più singolari dell'insediamento di Kaukana è la disposizione disordinata degli edifici, l'assenza di un sistema di fortificazioni e la mancanza di aree di necropoli. Queste ultime potrebbero essere ancora da scoprire, mentre i primi due elementi si devono ritenere senz'altro assenti già in antico. I vari quartieri sembrano essersi formati separatamente e progressivamente. Vi è tuttavia una maggiore concentrazione di edifici intorno alla chiesa (n. 18). Ciò si spiega con l'uso tipico dei piccoli insediamenti tardo-antichi dell'area iblea, come quello recentemente identificato in contrada Pianicella, nei pressi di Ragusa, che presenta un'organizzazione analoga. La mancanza di fortificazioni a Kaukana è tanto più sorprendente se si considera la disposizione costiera dell'insediamento e il periodo particolarmente instabile dal punto di vista militare nel quale fiorì.
Nonostante l'impianto disorganico, si può tuttavia riconoscere un nucleo principale dell'area occupata, costituito dallo spazio antistante l'edificio più importante del villaggio, ovvero la basilica n. 18. Dinnanzi a essa si apre un ampio spazio attorno al quale si dispongono due degli edifici più grandi dell'insediamento, ovvero il n. 19 e il n. 17.
In generale possiamo distinguere gli edifici che ricorrono nell'insediamento di Kaukana in tre categorie principali: la basilica, un gruppo di edifici più grandi e a pianta complessa e un secondo con edifici più piccoli e a pianta più semplice.
La tecnica edilizia è in genere la stessa per tutti gli edifici. Si osservano due tecniche murarie principali: 
1) il doppio paramento, che si basa sull'accostare pietrame irregolare, ponendo i blocchi più grandi all'esterno e legando il tutto con malta; 
2) la tecnica a ortòstati, utilizzata per le strutture più importanti (porte e finestre), utilizzando grandi blocchi squadrati, legando il tutto con malta. 
Il risultato è poi spesso una tecnica mista. I paramenti murari sono intonacati con gesso sia all'interno sia all'esterno.

## La chiesa
La basilica fu scoperta nel 1961 al centro del quartiere di Anticaglia. Ha tutte le caratteristiche della basilica tardo-antica ed è l'edificio sacro dove si raccoglieva la comunità. 

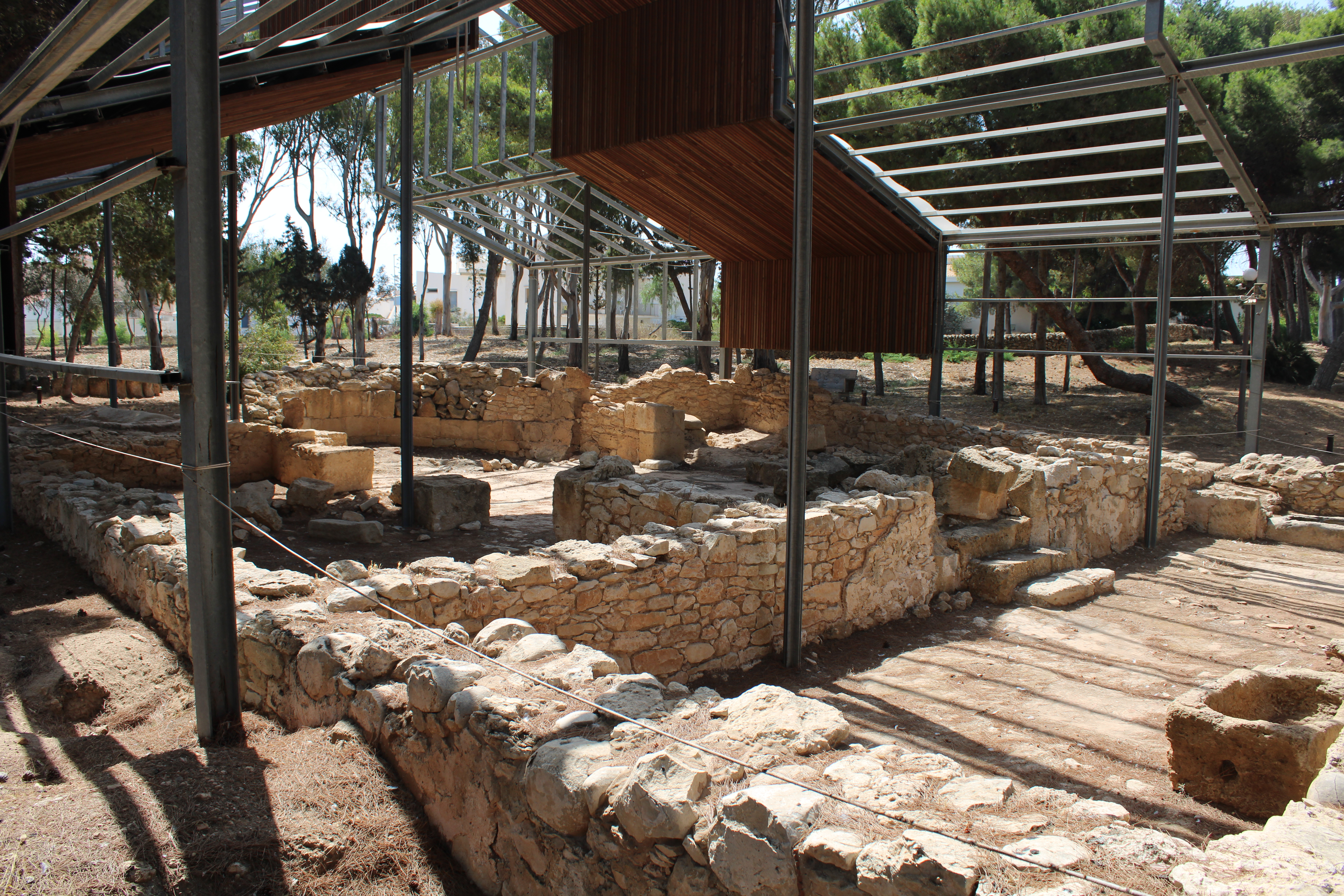
La piccola basilica a tre navate

Il complesso è costituito da un'aula basilicale a tre navate, con abside verso est e presenta un esonartece (luogo dove si riuniscono coloro che non possono accedere alle funzioni perché non ancora battezzati) prima dell'ingresso. Esso ha ingresso a est e presenta una struttura particolare poiché ha dapprima una discesa e dopo un breve corridoio un'ascesa tramite degli scalini di pietra monolitici; è possibile che il nartece fosse utilizzato anche in sostituzione del battistero per svolgere le abluzioni che servivano ai fedeli per diventare neofiti (coloro che accedono al cristianesimo da adulto tramite il battesimo). Nel nartece e nella navata di sinistra si sono riscontrate delle sepolture, nove fosse e due sarcofagi. Le sepolture del nartece presentano un'iscrizione e un disegno con fiori e croci a bracci patenti, entrambi realizzati con tessere di mosaico. Probabilmente questa sepolture appartenevano a personaggi dell'entourage religioso. 
L'aula centrale è di forma rettangolare a tre navate con abside semicircolare. La suddivisione tra la navata centrale e le corrispondenti laterali è realizzata con un sistema di due arconi compresi tra pilastri di pietra che si allungano, rispettivamente, dalla fine dell'abside e dai lati dell'ingresso. 

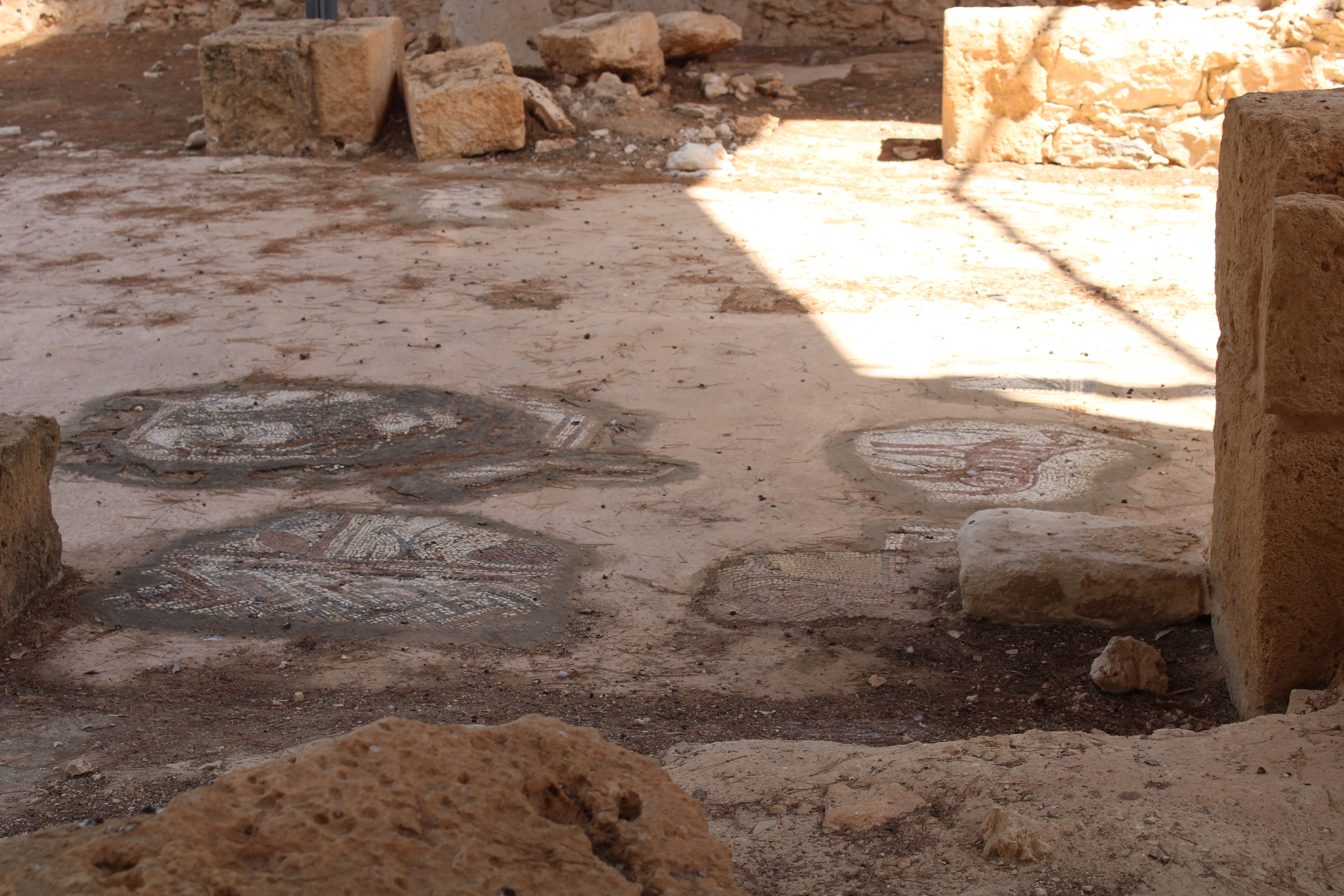
Mosaici presenti nell'edificio

Grazie a recenti scavi, è ora venuto alla luce integralmente un mosaico pavimentale vivacemente colorato con motivi animali. La gamma di colori adoperati è bianco, rosso, nero, rosso mattone e grigio verde. Il tappeto musivo è stato gravemente danneggiato da atti vandalici ed è oggi appena leggibile. Era caratterizzato da riquadri ottagonali racchiusi da una cornice a treccia semplice su un fondo bianco. Nei campi interni di alcuni di questi riquadri vi erano figure di quadrupedi accompagnati da un paesaggio botanico di arbusti con fiori. L'animale raffigurato nei due ripiani inferiori era una capretta, il cui corpo si stagliava sul fondo bianco con una decisa linea nera di contorno. Nei due riquadri superiori, invece, l'animale raffigurato era un'antilope il cui corpo si stagliava sul fondo bianco per la decisa e doppia linea nera e rossa che lo delimitava. I due riquadri alti contenevano una raffigurazione antropomorfa di pieno prospetto. Fra le figure dei quadrupedi, infine, erano aggiunte figure di volatili rese con efficacia e naturalezza ( caprette ed anatre). Tutte queste figure avevano significato simbolico richiamando probabilmente al giardino dell'Eden popolato di animali selvatici. I tappeti musivi sono stati probabilmente realizzati da artisti e artigiani provenienti dal Nordafrica. Sulla base dello stile e della dimensione delle tessere, è possibile che essi risalgano alla fine del IV, inizio V secolo. È probabile che la zona occupata dal mosaico davanti all'abside fosse quella destinata alla mensa dell'altare. 
Fuori dalla chiesetta, dietro l'abside, sono dislocate altre tombe, sei del tipo a cupola sono disposte a raggiera intorno all'abside, sei sarcofagi sono addossati alla testata della navata sinistra. 
Sulla base delle caratteristiche architettoniche e dello stile dei mosaici può risalire senz'altro al VI secolo. Nello stato di distruzione, inoltre, è stata trovata una moneta dell'imperatore bizantino Eraclio che consente di datare la fine dell'edificio a non prima del VI secolo.

## Gli altri edifici
Per quanto riguarda gli altri edifici, possiamo suddividerli, come già detto, in due gruppi: a pianta semplice e a pianta complessa. Alla prima categoria appartengono gli edifici numero 10, 12, 13 e 24, con uno o due soli ambienti; alla seconda, invece, i numeri 2, 6, 7, 8, 9, 17, 19 e 20, con un numero maggiore di ambienti, alcuni anche molto estesi, con funzione residenziale e commerciale, i cui magazzini sono separati in maniera netta dalla residenza. 
Gli edifici a pianta semplice presentano quasi sempre un perimetro rettangolare, mentre spesso non troviamo un cortile. Al contrario, negli edifici a pianta complessa, il cortile, aperto a sud, è sempre presente, chiuso da un muro, e contiene alcuni servizi come le cucine. Questi edifici sono anche caratterizzati da un piano superiore. La maggior parte degli ambienti, in genere, è situata sul lato settentrionale del cortile. 
L'edificio più complesso è il numero 17: è diviso in due parti, est e ovest, accostate a un cortile che presenta un'abside e a un altro invece allungato, di forma rettangolare, su cui sito affacciano grandi ambienti. Aveva una scala esterna che dal cortile conduceva direttamente al piano superiore. 

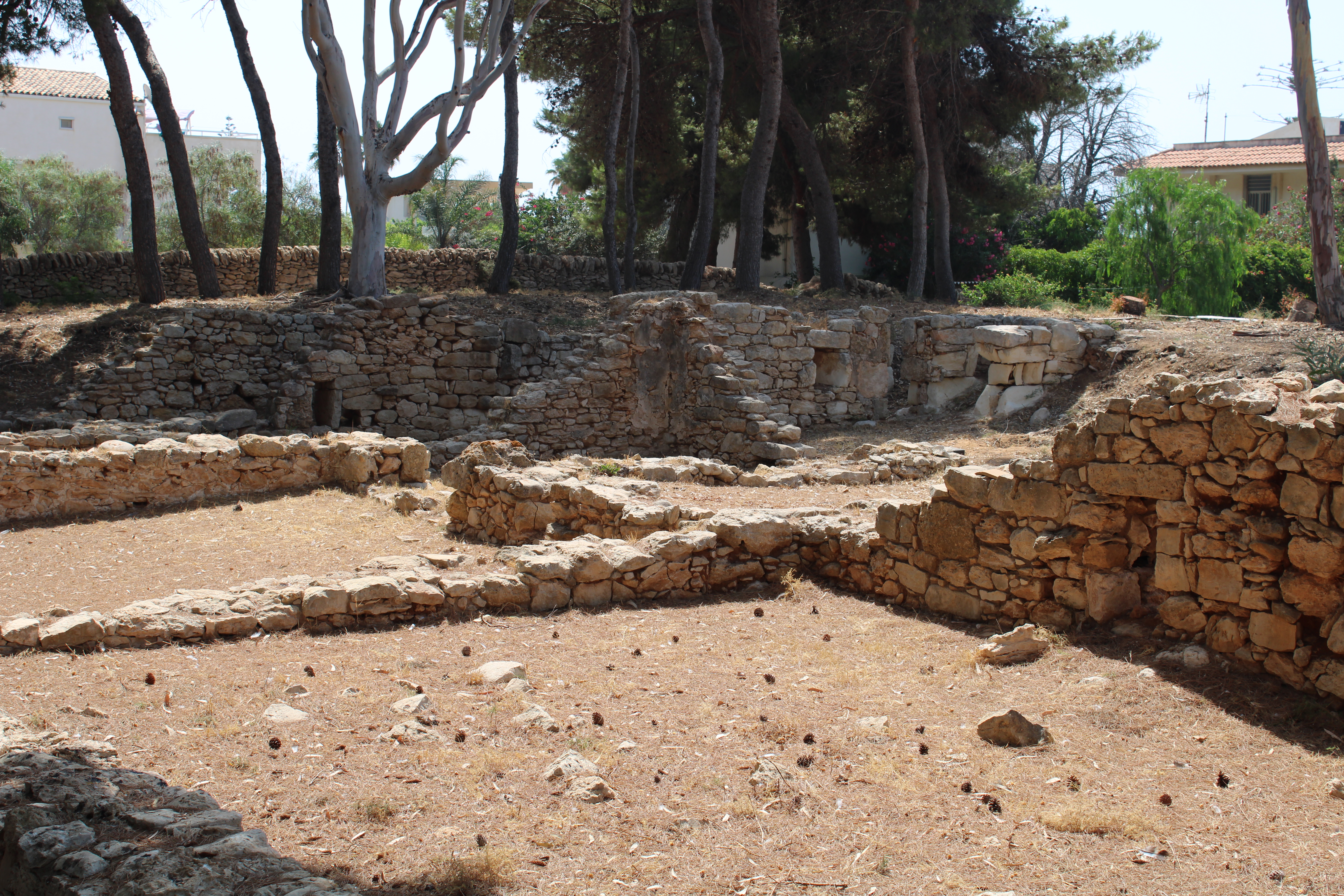
Edificio 17: l'abitazione più grande e monumentale del parco

A nessun edificio dell'abitato di Kaukana, eccetto il numero 18, è stato possibile attribuire un'ipotesi di utilizzo certa, date le strutture murarie semplici ed elementari. 
Edificio 15: fase di occupazione vandala.
Edificio 19: nemmeno questo edificio era un'abitazione, ma per la posizione all'interno del villaggio potrebbe rientrare tra le costruzioni pubbliche. Si ipotizza l'identificazione con un bazar. 
Edificio 22 (lungo la spiaggia dietro il chiosco): non è un edificio adibito ad abitazione, ma probabilmente un palazzo di campagna o convento, data la posizione isolata e le caratteristiche della planimetria, caratterizzato da terrazze e da una struttura basilicale utilizzata probabilmente come aula di ricevimento. 
Edificio 6 (nell'area attualmente non visitabile): nel 2008 un'équipe della University of British Columbia, di Vancouver, in Canada, diretta da Roger J.A. Wilson, lavorando in stretta collaborazione con la Soprintendenza per i Beni culturali di Ragusa, ha deciso di esaminare nel dettaglio una costruzione fino ad allora inesplorata. Nell'angolo a nord-ovest dell'Area 5 è stata scoperta una tomba di tipo "monumentale", non interrata, ma posta sul pavimento, in altre parole una tomba d'élite. All'interno c'erano i corpi di una donna di circa 25 anni, e, come sepoltura secondaria, un bambino di 4 anni. Le analisi del DNA hanno dimostrato che si tratta dei resti di una bambina e che tra le due vi è un legame di parentela. Ma nell'ambiente non c'era solo la tomba. Lo spazio intorno era dotato di una panca per consumare i pasti e un tavolo basso per le offerte.

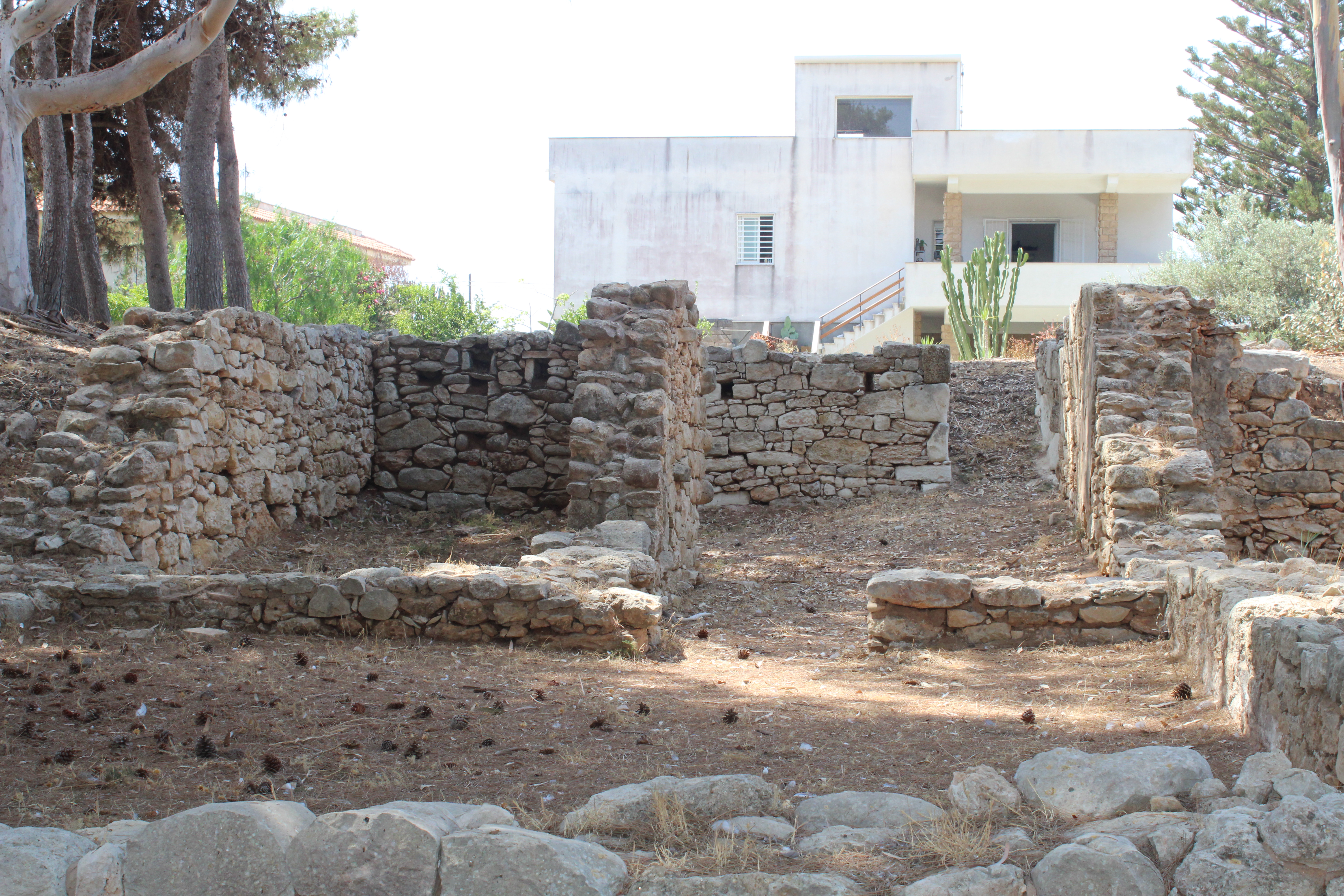
Edificio 17

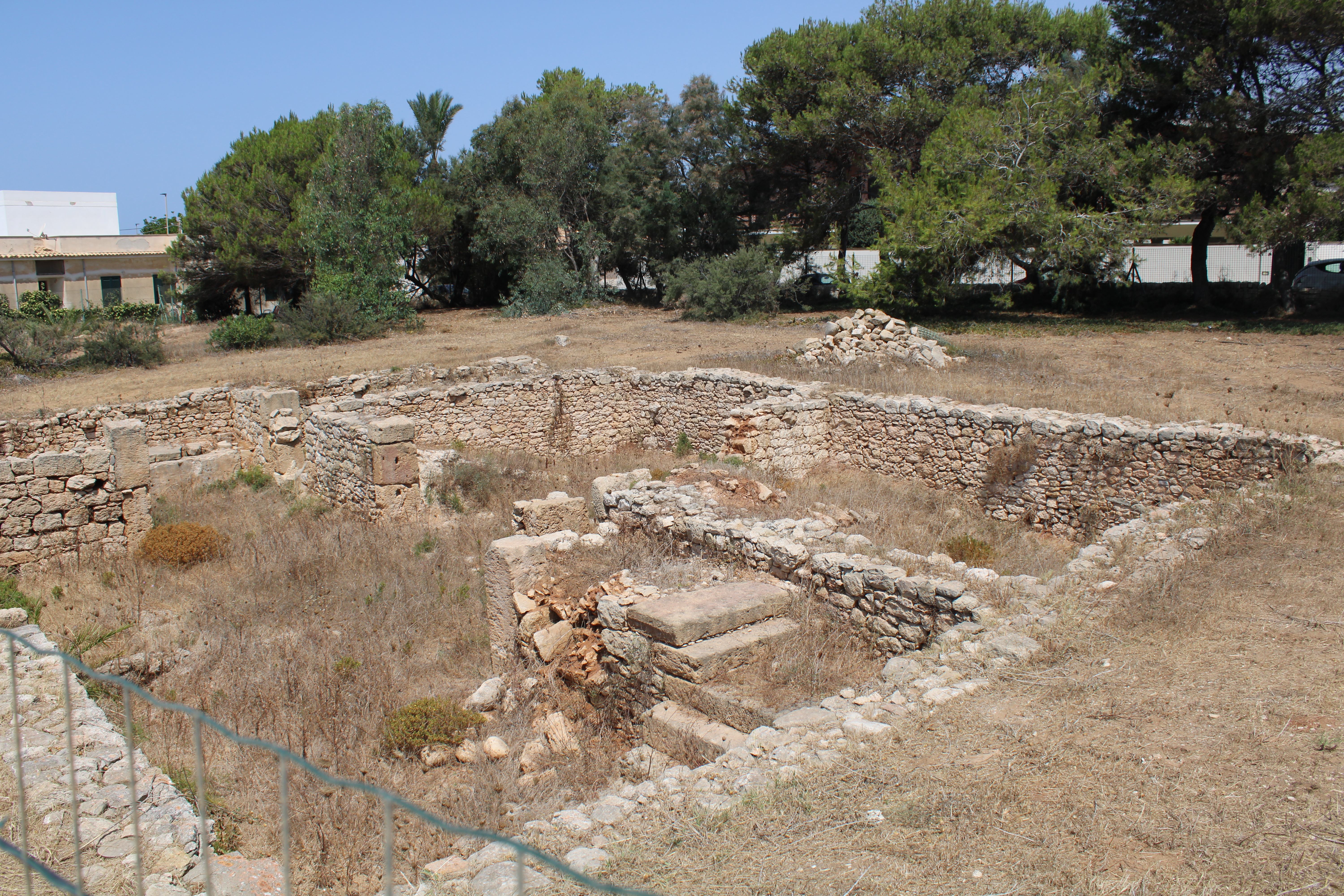
Edificio 6

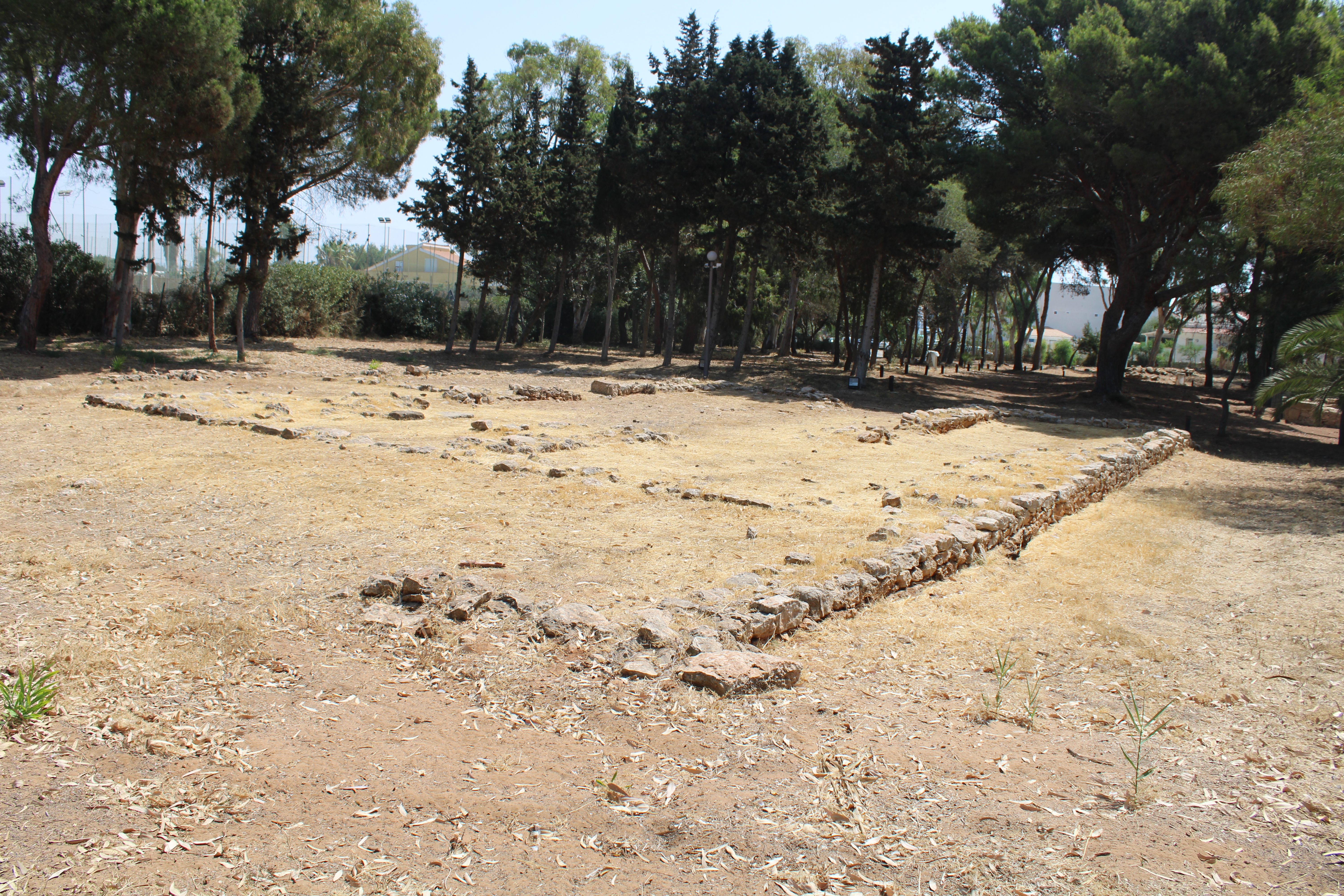
Il Bazar (Edificio 19)

## Visita al sito
A seguito di una convenzione sottoscritta nel mese di giugno 2016 fra la Soprintendenza di Ragusa e il Comitato dei residenti della zona denominato "Kaukana Zona Archeologica" (che svolge a titolo volontario il servizio di custodia e piccola manutenzione, il sito oggi è ritornato a essere aperto e fruibile. Per gli orari di apertura si rimanda al seguente link.
Al parco si accede dal Lungomare delle Anticaglie.
Durante il periodo estivo le visite sono accompagnate dagli studenti di alcuni istituti di istruzione superiore del libero consorzio comunale di Ragusa impegnati nell'ambito dei progetti di alternanza "scuola lavoro".

## Caucana oggi
In epoca recente è stata oggetto di notevoli insediamenti turistico-balneari, occupati principalmente nel periodo estivo. Nei pressi i centri balneari di Punta Secca, Punta Braccetto, Casuzze. Le due grandi spiagge di Caucana sono caratterizzate da sabbia fine e da un mare a fondo sabbioso. Soffia solitamente una leggera brezza da ponente o scirocco dall'Africa.

## Fonti
- Claudio Tolomeo, Geografia, III,4.7; Procopio, Storia delle guerre: Guerra vandalica, I,14